# Escadrille spécialisée hélicoptères 1/67 Pyrénées
L'escadrille spéciale d'hélicoptères 1/67 Pyrénées est une unité volante de l'armée de l'air basée sur la BA 120 de Cazaux, puis transférée au sein du RHFS à Pau. 

## Historique
- À plusieurs reprises lors des opérations extérieures, le besoin d'une unité de sauvetage de nuit a été ressentie par l'Armée de l'Air. La version de base du Puma est améliorée dès 1986 (Puma SAR).

En 1993, l'ESH est créée au sein de l'EH 5/67 Alpilles à Aix et a vocation d'assurer tous types de missions au sein des forces spéciales.
En 1998 elle est transférée au sein de l'EH 1/67 Pyrénées à Cazaux (33) sur la BA 120.
Cette escadrille a été transférée depuis l'été 2011 à Pau.

## Bases
- Base Aérienne 114 de Aix-les-Milles de 1993 à 1998
- Base Aérienne 120 "Commandant Marzac" de Cazaux de 1998 à 2011

## Appareils
- AS 332 Super-Puma de 1993 à 1998
- SA 330 Puma de 1998 à 2011
- EC 725 Caracal de 2006 à 2011

## Mission
- Escadrille mettant en œuvre, au profit du COS, toutes les techniques des forces spéciales.